# Alejandro R. Caride
 Alejandro R. Caride  (Buenos Aires, 1 de agosto de 1913-Buenos Aires, 8 de marzo de 1998) fue un abogado argentino. Ejerció como ministro de la Corte Suprema de Justicia de Argentina entre 1976 y 1977.
El 2 de abril de 1976 fue designado por el dictador Jorge Rafael Videla para integrar la Corte Suprema de Justicia de la Nación y  compartió el Tribunal, en distintos momentos con Abelardo Rossi, Federico Videla Escalada, Adolfo Gabrielli, Horacio H. Heredia y Pedro José Frías. Renunció al cargo en 1977 y fue reemplazado por Emilio Miguel Roberto Daireaux.